# Rio Gârlişte (Bârzava)
O Rio Gârlişte é um rio da Romênia, afluente do Bârzava, localizado no distrito de Caraş-Severin.